# Tomasz Żuchowski
Tomasz Żuchowski (ur. 20 grudnia 1979) – polski inżynier, przedsiębiorca, nauczyciel akademicki i urzędnik państwowy, w latach 2015–2017 podsekretarz stanu, następnie w latach 2017–2018 sekretarz stanu w Ministerstwie Infrastruktury i Budownictwa i w 2018 w Ministerstwie Infrastruktury, jednocześnie w latach 2017–2018 pełnomocnik rządu do spraw budowy mieszkań w zakresie Krajowego Zasobu Nieruchomości. W latach 2018–2024 p.o. generalnego dyrektora dróg krajowych i autostrad.

## Życiorys
Absolwent budownictwa i gospodarki przestrzennej na Uniwersytecie Warmińsko-Mazurskim w Olsztynie, a także studiów podyplomowych z informatyki i efektywności energetycznej w budownictwie. Autor artykułów w czasopismach branżowych. Prowadził wykłady z zakresu funduszy unijnych na lata 2014–2020 i procesu inwestycyjnego. Wykładowca Politechniki Rzeszowskiej, Instytutu Edukacji Europejskiej, Colegium Varsoviense, prowadził ćwiczenia z zakresu fizyki budowli, podstaw budownictwa, systemów instalacyjnych oraz przepisów dotyczących termomodernizacji budynków.
Prowadził własną działalność gospodarczą w zakresie obsługi inwestycyjnej budownictwa i mieszkalnictwa. Był również zatrudniony w spółdzielni mieszkaniowej i w administracji rządowej związanej z budownictwem i planowaniem przestrzennym, biorąc udział w projektach legislacyjnych z zakresu budownictwa. Współpracował z Krajową Radą Izby Architektów RP w zakresie analiz i opinii techniczno-prawnych. Od 2012 do 2015 piastował stanowisko wiceszefa Departamentu Gospodarki Przestrzennej i Budownictwa w Ministerstwie Infrastruktury. Współautor zmian w ustawach, m.in. Prawa budowlanego, o planowaniu i zagospodarowaniu przestrzennym, ustawy o samorządzie zawodowym architektów i inżynierów budownictwa, ustawy o uznawaniu kwalifikacji zawodowych, ustawy o wyrobach budowlanych, ustawy o charakterystyce energetycznej budynków i rozporządzeń wykonawczych do tych ustaw.
Zajmował się także pracą w panelach eksperckich związanych z budownictwem, m.in. jako sekretarz zespołu ds. opracowania krajowego planu działań dotyczącego budynków o niskim zużyciu energii i członek komitetów sterującego i strategicznego w projekcie „Zintegrowany system zmniejszenia eksploatacyjnej energochłonności budynków” w Narodowym Centrum Badań i Rozwoju. Należał do Krajowej Rady Konsultacyjnej do spraw Osób Niepełnosprawnych, był jednym z doradców ministra gospodarki ds. rozliczania energii w budynkach wielolokalowych oraz koordynował prace zespołu ds. infrastruktury mieszkalnictwa i budownictwa w resorcie infrastruktury.
20 listopada 2015 objął stanowisko podsekretarza stanu w ministerstwie Infrastruktury i Budownictwa, odpowiadając za budownictwo. 8 listopada 2017 awansowany na sekretarza stanu w tym resorcie, został jednocześnie pełnomocnikiem rządu do spraw budowy mieszkań w zakresie Krajowego Zasobu Nieruchomości (w ramach programu Mieszkanie+). Po reorganizacji w styczniu 2018 roku przeszedł na analogiczne stanowisko w Ministerstwie Infrastruktury. Odwołany z obydwu stanowisk 8 marca 2018. 30 sierpnia 2018 powołany na stanowisko pełniącego obowiązki Generalnego Dyrektora Dróg Krajowych i Autostrad, funkcję tę sprawował do 4 stycznia 2024.